# Iuliana Cantaragiu
Iuliana Cantaragiu (ur. 2 lipca 1975 w Kiszyniowie) – mołdawska polityk pełniąca funkcję Ministra Środowiska w rządzie Natalii Gavrilițy.